# 蘇格蘭林業局
蘇格蘭林業局是負責蘇格蘭林業監管和向於蘇格蘭擁有私人土地者提供支持的公共機構。蘇格蘭林業局成立於2019年4月1日，接管已解散的蘇格蘭林業委員會的部分職責。蘇格蘭林業局與蘇格蘭林業和土地局同樣成立於2019年4月1日，負責管理國有森林。
除了對蘇格蘭的林業具有監管之職能外，蘇格蘭林業局還負責管理英國林業標準和林地碳法規，並提供與林業有關之建議。蘇格蘭林業局代表蘇格蘭、英格蘭和威爾斯開展上述之活動。
蘇格蘭林業局是蘇格蘭政府的執行機構，總部位於愛丁堡。它是蘇格蘭環境和林業局的一部分，並向農村事務和島嶼內閣大臣報告。